# Kanton Saint-André-les-Vergers
Kanton Saint-André-les-Vergers (fr. Canton de Saint-André-les-Vergers) je francouzský kanton v departementu Aube v regionu Grand Est. Tvoří ho pět obcí. Zřízen byl v roce 2015.

## Obce kantonu
- La Rivière-de-Corps
- Rosières-près-Troyes
- Saint-André-les-Vergers
- Saint-Germain
- Torvilliers